# Correct Craft
Correct Craft – producent łodzi motorowych z USA, głównie przeznaczonych do holowania narciarzy i  wakeboardingu. Firma została założona w 1925 r. przez Waltera C. Meloona pod nazwą Florida Variety Boat Company.

## Historia
- 1925 r. – Walt C. Meloon założył firmę Variety Florida Boat Company;
- 1936 r. – zmiana nazwy firmy na Correct Craft. Przez pierwsze lata działalności firma budowała różne jednostki, począwszy od łodzi żaglowych, wędkarskich, cruiser, a skończywszy na łodziach wyścigowych;
- 1952 r. – rozpoczęcie produkcji 50-stopowych jachtów;
- 1961 r. – wprowadzenie do produkcji pierwszej łodzi z laminatów, model Ski Nautique;
- 1966 r. – otwarcie nowego zakładu produkcyjnego w Orlando Floryda;
- 1979 r. – rozpoczęcie produkcji łodzi Nautique Brefoot i Ski Nautique 2001 (1981), przeznaczonych do holowania narciarza wodnego i wykorzystywanych w konkursach i turniejach;
- 1997 r. – wprowadzenie konstrukcji kadłuba TSC oraz pierwszej łodzi Air Nautique, przeznaczonej do wakeboardingu, wyposażonej w wierzę holowniczą i wewnętrzne komory balastowe

## Correct Craft od roku 2000
W 2000 r. producent otworzył zakład produkcyjny znajdujący się na obrzeżach Centralnej Florydy o wielkości ponad 20 tys. m². Correct Craft rozwinął swoje produkty o system do pływania w słonej wodzie. W 2006 r. Correct Craft na obszarze 0,55 km², otworzył nowy zakład produkcyjny z dwoma jeziorami, jednym do testowania łodzi, drugim do imprez i zawodów.
Nautique jest od 52 lat sponsorem tytularnym zawodów Masters Water Ski and Wakeboard Tournament. Nautique 7 raz z rzędu zdobyła nagrodę NMMA CSI.

## Oferta
Correct Craft produkuje trzy główne linie łodzi Nautique
- Ski Nautique – łódź do holowania narciarzy. Ski Nautique 200 to oficjalna łódź konkursów narciarskich, na której zostało pobitych wiele rekordów świata.
- Sport Nautique – łódź uniwersalna, do pływania na nartach i wakeboardingu
- Super Air Nautique – łódź wakeboardowa, z wieżą i fabrycznym systemem balastowym
- Byerly Icon Edition 210, to limitowana wersja łodzi Super Air Nautique 210, stworzona przy współpracy z mistrzem świata Scottem Byerlyem i sygnowana jego autografami.

| Model                       | Długość           | Liczba osób | Dostępny w 2014 r. |
| --------------------------- | ----------------- | ----------- | ------------------ |
| Ski Nautique 200 Closed Bow | 20' 0" / 6,10 m   | 7           | X                  |
| Ski Nautique 200 Open Bow   | 20' 0" / 6,10 m   | 9           | X                  |
| Sport Nautique 200          | 20' 9" / 6,1 m    | 10          | X                  |
| Sport Nautique 216          | 20' 11" / 6,38 m  | 12          |                    |
| Sport Nautique 226          | 22' 7" / 6,88 m   | 15          |                    |
| Super Air Nautique 210      | 21' / 6,4 m       | 12          | X                  |
| Super Air Nautique 230      | 23' 1,5" / 7,05 m | 16          | X                  |
| Byerly Icon Edition 210     | 21' / 6,4 m       | 12          | X                  |
| Super Air Nautique G21      | 21' / 6,55 m      | 14          | X                  |
| Super Air Nautique G23      | 23' / 7,01 m      | 16          | X                  |
| Super Air Nautique G25      | 25' / 7,62 m      | 19          | X                  |

## Opis modelu: Super Air Nautique 210 (SAN210)
Charakterystyka, wybrane wyposażenie:
- specjalny wzór kadłuba do osiągnięcie większego "wake"
- napęd V-drive
- składana wieża do holowania
- PerfectPass – tempomat
- system audio typu Marine (wodoodporny)
- 4-łopatowa progresywna śruba
- pomost z drewna teakowego
- system balastowy
- schowki
- zintegrowane centrum sterowania
- system Keyless – zabezpieczenie antykradzieżowe, odpalanie z kodu
- instalacja pod prysznic

Orientacyjna cena wersji podstawowej z przyczepą podłodziową: od ok. 350 tys. zł brutto (polski dystrybutor).